# ГЕС Страумсмо
ГЕС Страумсмо — гідроелектростанція у північні частині Норвегії за сотню кілометрів на південь від Тромсе. Знаходячись між ГЕС Іннсет (вище по течії) та ГЕС Бардуфосс, входить до складу каскаду на річці Бардуельва, яка витікає з озера Альтеватн та є лівою притокою Молсельви (впадає у Målselvfjorden, відгалуження великого фіорду Маланген).
Відпрацьована на станції верхнього ступеню вода потрапляє у створене на Бардуельві за допомогою греблі висотою 16 метрів та довжиною 110 метрів водосховище Veslvatn. Воно має коливання рівня поверхні між позначками 298 та 301 метрів НРМ та додає дуже незначний об'єм до системи — лише 3,7 млн м3 проти 1027 млн м3 у розташованому вище головному резервуарі каскаду Альтеватн.
З Veslvatn через прокладений у правобережному гірському масиві головний дериваційний тунель завдовжки майже 8 км вода подається до підземного машинного залу. На завершальному етапі до головного приєднується бічний тунель, котрий транспортує ресурс із розташованого за кілька кілометрів водозабору на правій притоці Бардуельви.
Основне обладнання станції становлять дві турбіни типу Френсіс потужністю по 85 МВт, які при напорі у 230 метрів забезпечують виробництво 678 млн кВт-год електроенергії на рік.
Відпрацьована вода через відвідний тунель довжиною 4 км повертається у Бардуельву.